# San Cesareo (Latium)
San Cesareo ist eine Gemeinde in der Metropolitanstadt Rom in der italienischen Region Latium mit 16.223 Einwohnern (Stand 31. Dezember 2023). Sie liegt 39 Kilometer östlich von Rom.
Die Gemeinde war bis 1990 ein Teil der Gemeinde Zagarolo.

## Geographie
San Cesareo liegt im Tal des Sacco zwischen den Albaner Bergen und den Monti Prenestini. Es ist Mitglied der Comunità Montana dei Castelli Romani e Prenestini.

## Bevölkerungsentwicklung
| Jahr      | 1881 | 1901 | 1921 | 1936  | 1951  | 1971  | 1991  | 2001  | 2011   | 2021   |
| --------- | ---- | ---- | ---- | ----- | ----- | ----- | ----- | ----- | ------ | ------ |
| Einwohner | 115  | 113  | 834  | 1.037 | 1.416 | 3.091 | 8.022 | 9.456 | 13.806 | 15.960 |

Quelle: ISTAT

## Politik
Alessandra Sabelli (Lista Civica: # Cambiamenti) amtiert seit dem 11. Juni 2018 als Bürgermeisterin.